# Panamerikanische Spiele 1959/Boxen
Die 3. Boxwettkämpfe der Herren bei den Panamerikanischen Spielen wurden vom 27. August bis zum 7. September 1959 in Chicago ausgetragen. Es wurden insgesamt 30 Medaillen In 10 Gewichtsklassen vergeben.

## Medaillengewinner
| Klasse                          | Gold                           | Silber                       | Bronze                         |
| ------------------------------- | ------------------------------ | ---------------------------- | ------------------------------ |
| Fliegengewicht (bis 51 kg)      | Miguel Ángel Botta Argentinien | José Neves Brasilien         | Tito Blanco Venezuela          |
| Bantamgewicht (bis 54 kg)       | Waldo Claudiano Brasilien      | Carlos Cañete Argentinien    | Ignacio Mullins USA            |
| Federgewicht (bis 57 kg)        | Carlos Aro Argentinien         | Charles Brown USA            | Mario Garate Chile             |
| Leichtgewicht (bis 60 kg)       | Abel Laudonio Argentinien      | Gualberto Gutiérrez Uruguay  | Marío Romero Venezuela         |
| Halbweltergewicht (bis 63,5 kg) | Vincent Shomo USA              | Luis Aranda Argentinien      | Humberto Dip Mexiko            |
| Weltergewicht (bis 67 kg)       | Alfredo Cornejo Chile          | Aurelio González Argentinien | Manuel Alves Brasilien         |
| Halbmittelgewicht (bis 71 kg)   | Wilbert McClure USA            | José Burgos Venezuela        | Helio Crescencio Brasilien     |
| Mittelgewicht (bis 75 kg)       | Abrao de Souza Brasilien       | Bob Foster USA               | Carl Crawford Britisch-Guayana |
| Halbschwergewicht (bis 81 kg)   | Amos Johnson USA               | Rafael Gargiulo Argentinien  | Carlos Lucas Chile             |
| Schwergewicht (über 81 kg)      | Allen Hudson USA               | Eduardo Corletti Argentinien | Jurandyr Nicolau Brasilien     |

## Medaillenspiegel
| Rang | Land               | Gold | Silber | Bronze | Gesamt |
| ---- | ------------------ | ---- | ------ | ------ | ------ |
| 01   | Vereinigte Staaten | 4    | 2      | 1      | 7      |
| 02   | Argentinien        | 3    | 5      | –      | 8      |
| 03   | Brasilien          | 2    | 1      | 3      | 6      |
| 04   | Chile              | 1    | –      | 2      | 3      |
| 05   | Venezuela          | –    | 1      | 2      | 3      |
| 06   | Uruguay            | –    | 1      | –      | 1      |
| 07   | Britisch-Guayana   | –    | –      | 1      | 1      |
| 07   | Mexiko             | –    | –      | 1      | 1      |
|      | Total              | 10   | 10     | 10     | 30     |